# Titus Flavius Claudianus
Titus Flavius Claudianus war ein im 2. Jahrhundert n. Chr. lebender römischer Politiker.
Durch ein Militärdiplom, das auf den 23. März 179 datiert ist, ist belegt, dass Claudianus 179 zusammen mit Lucius Aemilius Iuncus Suffektkonsul war; sie gehörten wohl dem zweiten Nundinium an.
Möglicherweise ist er mit Titus Flavius Quirina Claudianus, der in einer Inschrift erwähnt wird, identisch.